# Melanodryas cucullata
Melanodryas cucullata là một loài chim trong họ Petroicidae.